# The Complete Studio Collection Box Set
The Complete Studio Collection Box Set es un álbum recopilatorio con la discográfica de estudio completa de la banda de heavy metal Pantera, publicado el 18 de diciembre de 2015,disponible en CD y Vinilo. La recopilación incluye en su Versión Vinilo, un sexto disco con dos temas adicionales como bonustrack: Piss y Avoid The Light

## Lista de canciones

### Disco 1 - Cowboys from Hell
1. Cowboys from Hell
2. Primal Concrete Sledge
3. Psycho Holiday
4. Heresy
5. Cemetery Gates
6. Domination
7. Shattered
8. Clash with Reality
9. Medicine Man
10. Message in Blood
11. The Sleep
12. The Art of Shredding

### Disco 2 - Vulgar Display of Power
1. Mouth for War
2. A New Level
3. Walk
4. Fucking Hostile
5. This Love
6. Rise
7. No Good (Attack the Radical)
8. Live in a Hole
9. Regular People (Conceit)
10. By Demons Be Driven
11. Hollow
12. Piss (Solo en versión CD, en vinilo en Disco 6)

### Disco 3 - Far Beyond Driven
1. Strength Beyond Strength
2. Becoming
3. 5 Minutes Alone
4. I'm Broken
5. Good Friends and a Bottle of Pills
6. Hard Lines, Sunken Cheeks
7. Slaughtered
8. 25 Years
9. Shedding Skin
10. Use My Third Arm
11. Throes of Rejection
12. Planet Caravan Black Sabbath (Osbourne, Iommi, Butler, Ward)

### Disco 4 - The Great Southern Trendkill
1. The Great Southern Trendkill
2. War Nerve
3. Drag the Waters
4. 10's
5. 13 Steps to Nowhere
6. Suicide Note [Pt. I]
7. Suicide Note [Pt. II]
8. Living Through Me (Hell's Wrath)
9. Floods
10. The Underground In America
11. (Reprise) Sandblasted Skin

### Disco 5 - Reinventing The Steel
1. Hellbound
2. Goddamn Electric
3. Yesterday Don't Mean S**t
4. You've Got to Belong To It
5. Revolution Is My Name
6. Death Rattle
7. We'll Grind That Ax for a Long Time
8. Uplift
9. It Makes Them Disappear
10. I'll Cast a Shadow

### Disco 6 - (Solo Edición Vinilo)
1. Piss
2. Avoid The Light

- Datos: Q25406702